# Jodel D.11
Lo Jodel D.11 è un aereo da turismo biposto sviluppato dall'azienda francese Jodel come evoluzione dello Jodel D.9 Bébé e costruito su licenza da diversi costruttori.

## Storia del progetto
I due progettisti, Édouard Joly e Jean Délémontez, basarono il disegno del nuovo aereo su due dei loro progetti precedenti. Il nuovo D.11 combinava una versione allargata e allungata della fusoliera del D.9 con l'ala del D.10, prototipo mai entrato in produzione. Il primo esemplare volò il 4 aprile 1950. Il carrello d'atterraggio aveva una configurazione tradizionale e pilota e passeggero sedevano fianco a fianco nella cabina di pilotaggio. Le semiali avevano un diedro positivo molto marcato. L'aereo dotato di una gamma di motorizzazioni piuttosto diversificata, tipicamente Salmson 9, Continental O-170 o Continental O-200. Il velivolo aveva una struttura completamente lignea.
Il D.11 fu costruito su licenza da numerosi produttori, tra cui la francese Wassmer, la spagnola Aero Difusión e la canadese Falconar Avia. Molti esemplari sono stati autocostruiti da privati coi piani forniti dalla Falconar Avia.

## Varianti

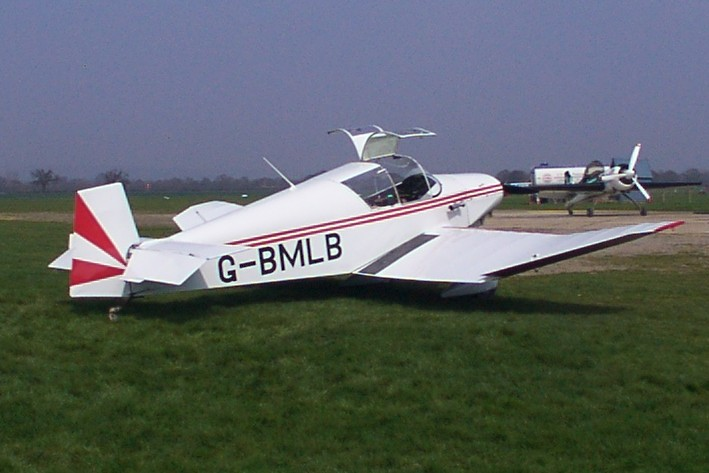
Un Jodel-Wassmer D.120 Paris-Nice

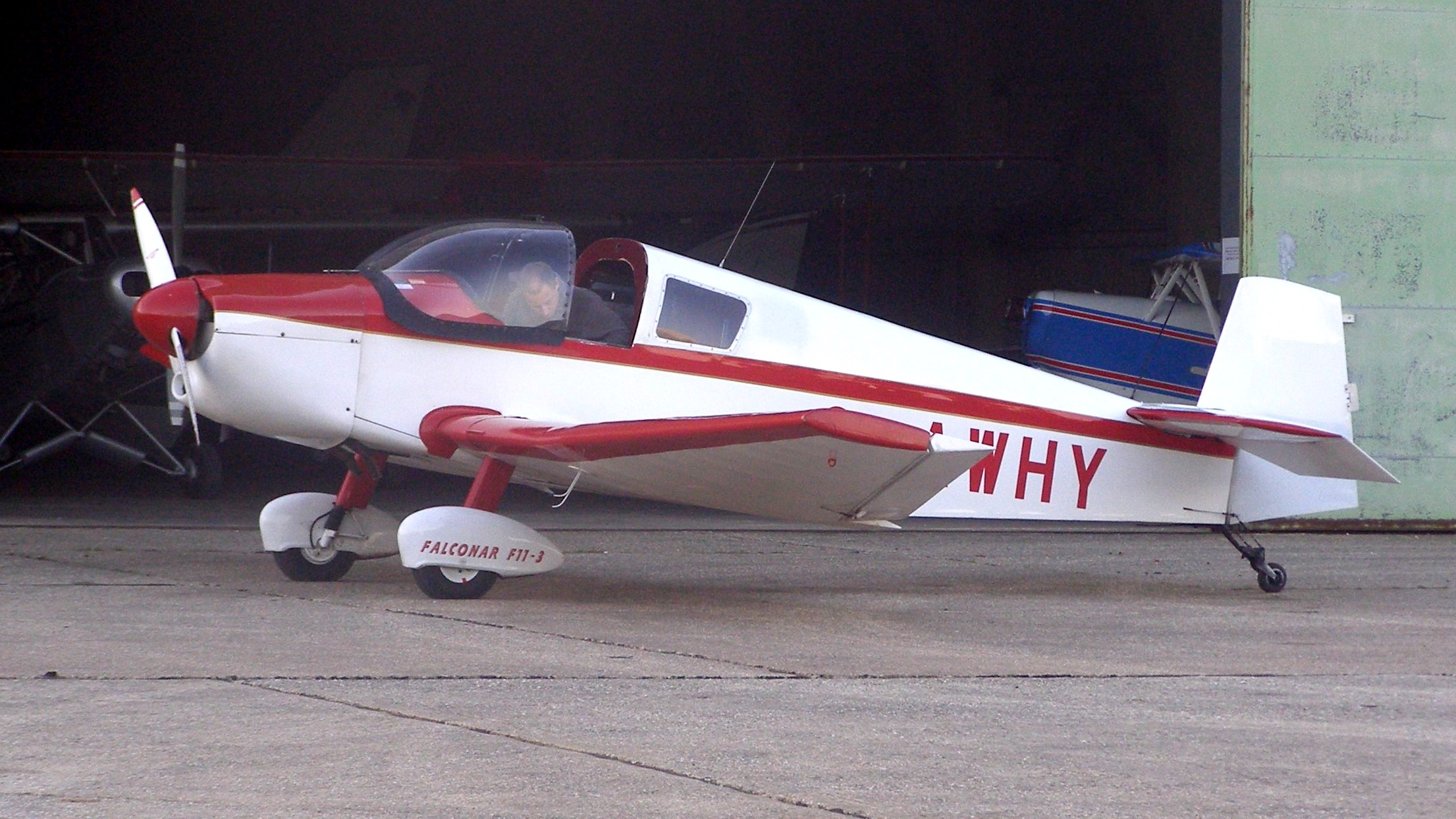
Un Falconar F11 Sporty

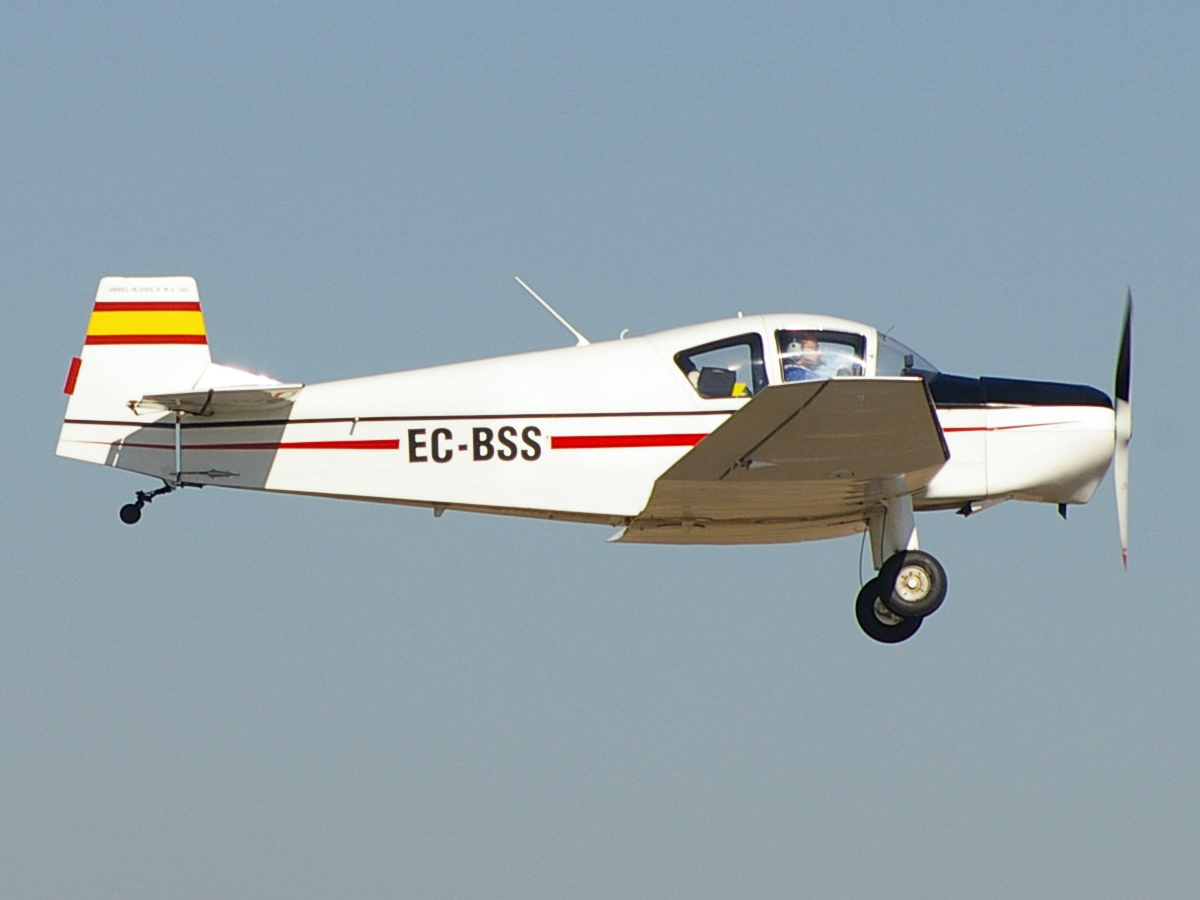
Un Aero Difusión D-1190S Compostela

D.11
Prima versione, motore Salmson 9Adb da 55 hp (41 kW)
D.111
D.11 con motore Minié 4.DC da 75 hp (56 kW), costruito dalla Jodel
D.112
D.11 con motore Continental A65 da 65 hp (48 kW), costruito da: Wassmer, Société Aéronautique Normande (SAN), Valledeau, Denize e costruttori amatoriali. Le versioni autocostruite potevano essere motorizzate con motori da 65 a 120 hp (da 48 a 89 kW). Alcune erano equipaggiate con un Continental O-200 da 90 hp.
D.112A
D.112D
D.112V
D.113
D.11 con motore Continental O-200-A da 100 hp (75 kW), solo autocostruzioni.
D.114
D.11 con motore Minié 4.DA.28 da 70 hp (52 kW), solo autocostruzioni
D.115
D.11 con motore Mathis 4G-F-60 da 75 hp (56 kW), solo autocostruzioni.
D.116
D.11 con motore Salmson 9ADr da 60 hp (45 kW), solo autocostruzioni
D.117
D.11 con motore Continental O-200 da 90 hp (67 kW) ed elettronica rivisitata, 223 esemplari costruiti dalla SAN
D.117A
Versione costruita dalla Alpavia
D118
D11 con motore Walter Mikron II da 60 hp (45 kW), solo autocostruzioni
D119
Versione amatoriale del D.117
D.119D
D.119DA
D.119V
D.120 Paris-Nice
D.112 costruito dalla Wassmer con motore Continental O-200, 337 esemplari costruiti. Prende il nome dalla Parigi-Nizza.
D.120A
Con aerofreni
D.120R
Versione per traino alianti. La "R" sta per Remorqueur, ovvero rimorchiatore, trainatore
D.120AR
Versione trainatore con aerofreni
D.121
D.11 con motore Continental A75 da 75 hp (56 kW), solo autocostruzioni
D.122
D.11 con motore Praga da 75 hp (56 kW), solo autocostruzioni
D.123
D.11 con motore Salmson 5Ap.01 da 85 hp (63 kW), solo autocostruzioni
D.124
D.11 con motore Salmson 5Aq.01 da 80 hp (60 kW), solo autocostruzioni
D.125
D.11 con motore Kaiser da 90 hp (67 kW), solo autocostruzioni
D.126
D.11 con motore Continental A85 da 85 hp (63 kW), solo autocostruzioni
EAC D.127
D.112 con cupolino scorrevole e carrello d'atterraggio del DR.100, costruito dalla EAC - Société d'Etudes Aéronautiques et Commerciales
EAC D.128
D.119 con cupolino scorrevole e carrello d'atterraggio del DR.100, costruito dalla EAC - Société d'Etudes Aéronautiques et Commerciales
D.11 Spécial
Falconar F11 Sporty
Disegno modificato per l'autocostruzione, sviluppato dalla Falconar Avia
Uetz U2V
D.119 con ali dritte, costruito in Svizzera da Walter Uetz Flugzeugbau
Aero Difusión D-11 Compostela
Aero Difusión D-112 Popuplane
Aero Difusión D-119 Popuplane
Aero Difusión D-1190S Compostela
68 esemplari costruiti
Blenet RB.01 Jozé
Sviluppato dal D.112 da Roger Blenet con motore Continental A65-8F, 2 esemplari noti